# Communauté de communes du Sinémurien
Die Communauté de communes du Sinémurien war ein französischer Gemeindeverband mit der Rechtsform einer Communauté de communes im Département Côte-d’Or in der Region Bourgogne-Franche-Comté. Sie wurde am 21. Dezember 2001 gegründet und umfasste 29 Gemeinden. Der Verwaltungssitz befand sich im Ort Semur-en-Auxois.
Am 1. Januar 2017 wurde der Gemeindeverband mit den Communautés de communes Canton de Vitteaux und Butte de Thil zur neuen Communauté de communes des Terres d’Auxois zusammengeschlossen.

## Ehemalige Mitgliedsgemeinden
1. Bard-lès-Époisses
2. Charigny
3. Chassey
4. Corrombles
5. Corsaint
6. Courcelles-Frémoy
7. Courcelles-lès-Semur
8. Époisses
9. Flée
10. Forléans
11. Genay
12. Jeux-lès-Bard
13. Juilly
14. Lantilly
15. Magny-la-Ville
16. Massingy-lès-Semur
17. Millery
18. Montberthault
19. Montigny-sur-Armançon
20. Pont-et-Massène
21. Saint-Euphrône
22. Semur-en-Auxois
23. Souhey
24. Torcy-et-Pouligny
25. Toutry
26. Vic-de-Chassenay
27. Vieux-Château
28. Villars-et-Villenotte
29. Villeneuve-sous-Charigny